# 傷だらけの栄光
『傷だらけの栄光』（きずだらけのえいこう 原題：Somebody Up There Likes Me）は、1956年制作のアメリカ合衆国の映画。
アメリカの元・ボクシング世界ミドル級チャンピオン、ロッキー・グラジアノの生涯を描いた作品。ロバート・ワイズ監督、当初主演はジェームズ・ディーンに決まっていたが、撮影前に交通事故で他界、代わってポール・ニューマンが務める事になった。また、スティーブ・マックイーンの映画デビュー作品でもある。
第29回アカデミー賞で撮影賞と美術賞（共に白黒作品部門）の2部門を受賞した。

## キャスト
| 役名                   | 俳優                                        | 日本語吹替 | 日本語吹替 |
| 役名                   | 俳優                                        | NET版1     | NET版2     |
| ---------------------- | ------------------------------------------- | ---------- | ---------- |
| ロッキー・グラジアノ   | ポール・ニューマン                          | 川合伸旺   | 富山敬     |
| ノーマ・グラジアノ     | ピア・アンジェリ                            | 山崎左度子 | 北島マヤ   |
| アーヴィング・コーエン | エヴェレット・スローン                      | 大木民夫   |            |
| バーベラ夫人           | アイリーン・ヘッカート                      | 七尾伶子   |            |
| ニック・バーベラ       | ハロルド・ストーン                          | 館敬介     |            |
| ロモロ                 | サル・ミネオ                                | 八代駿     |            |
| ブライソン             | レイ・ストリックリン                        |            |            |
| フランキー             | ロバート・ロッジア                          |            |            |
|                        | ディーン・ジョーンズ                        |            |            |
|                        | ジョージ・C・スコット                       |            |            |
| オードリー（3歳）      | アンジェラ・カートライト                    |            |            |
| フィデル               | スティーブ・マックイーン （クレジットなし） |            | 徳丸完     |
| ロッキー（8歳）        | テリー・ランノ                              |            |            |

- NET版1：初回放送1969年2月9日『日曜洋画劇場』
- NET版2：初回放送1975年3月29日『土曜映画劇場』